# جسر روسكي

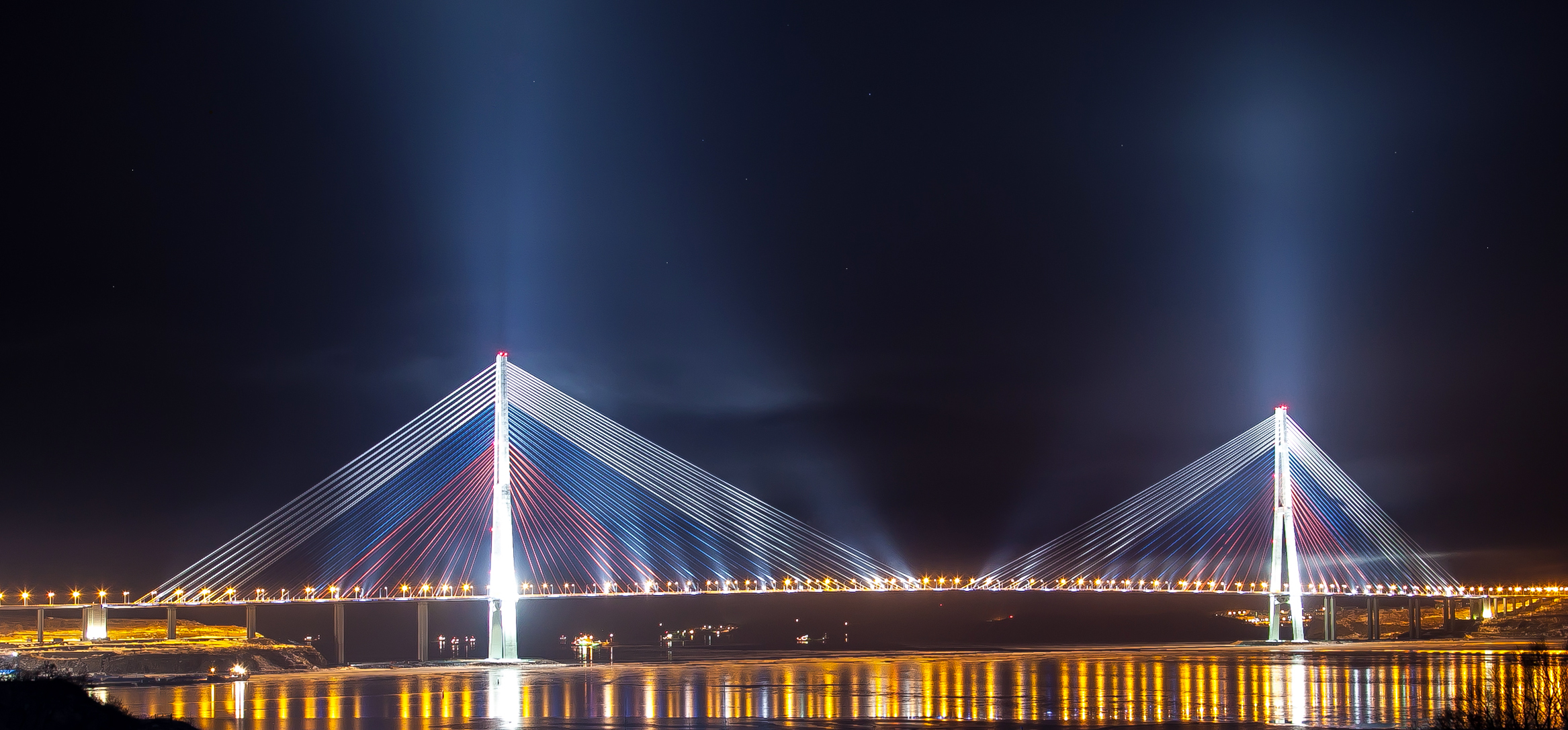
جسر رسكي شرق روسيا.

جسر روسكي (بالروسية: Русский мост ، أي: الجسر الروسي) جسر تم بناؤه على مضيق البوسفور الشرقي شرق روسيا، ليخدم منتدى التعاون الاقتصادي لدول آسيا والمحيط الهادئ، الذي تم عقده في فلاديفوستوك في عام 2012. يربط الجسر بين البر الرئيسى من المدينة مع جزيرة روسكي، حيث مكان الأنشطة الرئيسية للقمة. تم الانتهاء من بناءه في شهر يوليو عام 2012، وافتتح من قبل رئيس الوزراء الروسي دميتري ميدفيديف بتكلفة مليار دولار. ويبلغ طوله الحر length spans حوالي 1,104 م، ليكون أطول جسر مدعوم بالكوابل في العالم.